# Brazzameerkat
De brazzameerkat of Brazza's meerkat (Cercopithecus neglectus) is een soort van het geslacht echte meerkatten (Cercopithecus). Het is de enige soort van de geslachtengroep Cercopithecus (neglectus). Er zijn geen ondersoorten. Het dier is vernoemd naar de Frans-Italiaanse ontdekkingsreiziger Pierre Savorgnan de Brazza.

## Kenmerken
Zijn vacht is grijs gespikkeld, hij heeft een witte baard, een smalle witte streep op de dij en een kastanjekleurige streep op het hoofd. Anders dan bij de meeste meerkatten houden de jongen van de brazzameerkat hun afwijkende vachtkleur tot aan de volwassenheid. De lichaamslengte bedraagt 50 tot 59 cm, de staartlengte 59 tot 78 cm en het gewicht 7 tot 8 kg.

## Leefwijze
Deze meerkat brengt tamelijk veel tijd op de grond door, maar leeft teruggetrokken. Zijn territorium wordt gemarkeerd door middel van speeksel en geurvlaggen, maar indringers laat het dier liever links liggen. De roep is diep en dreunend. Zijn voedsel bestaat voornamelijk uit vruchten en zaden. Dit dier gaat als enige van zijn geslacht een vaste paarbinding aan.

## Verspreiding
Deze soort komt voor in de tropische wouden van Midden- en West-Afrika.

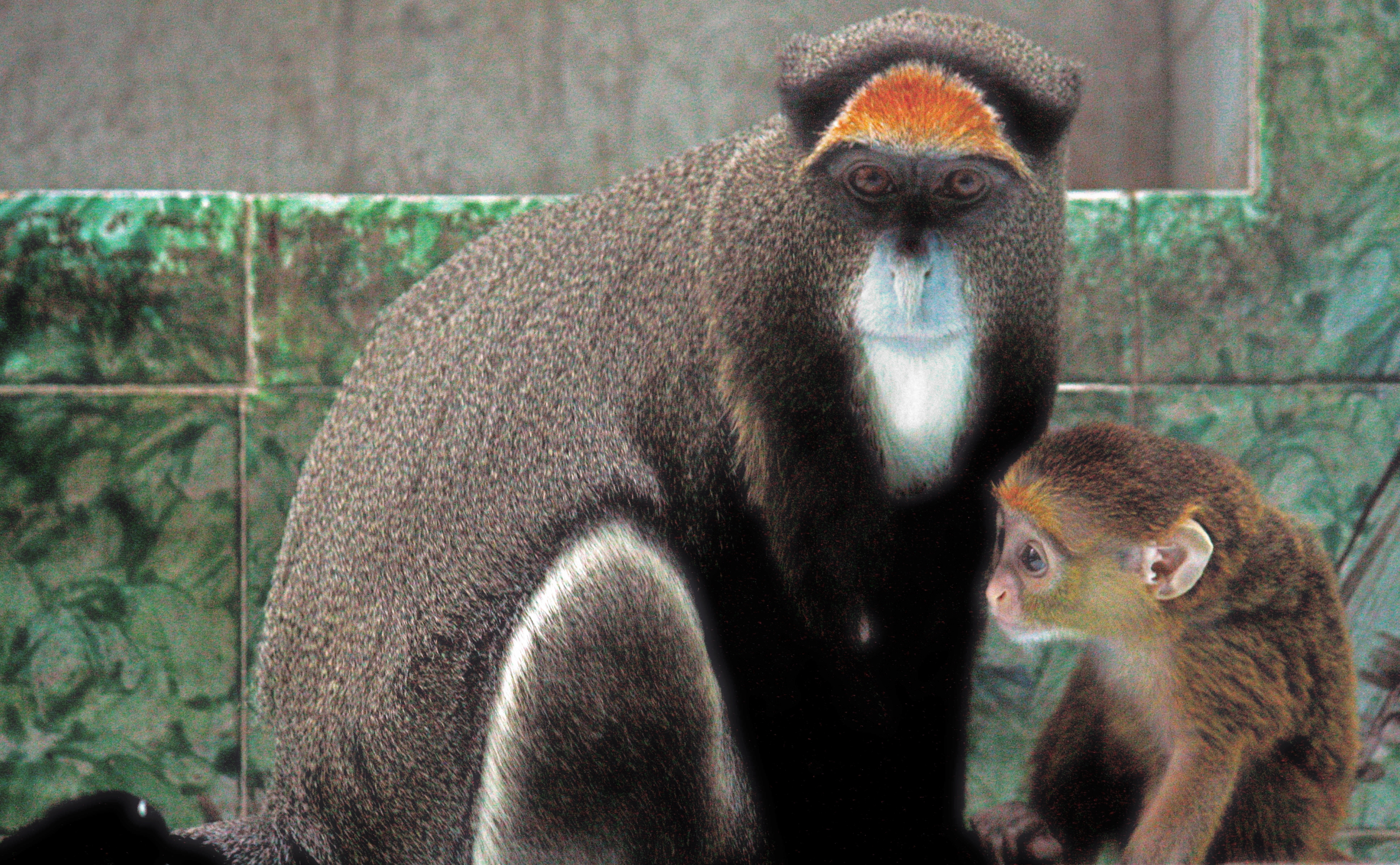
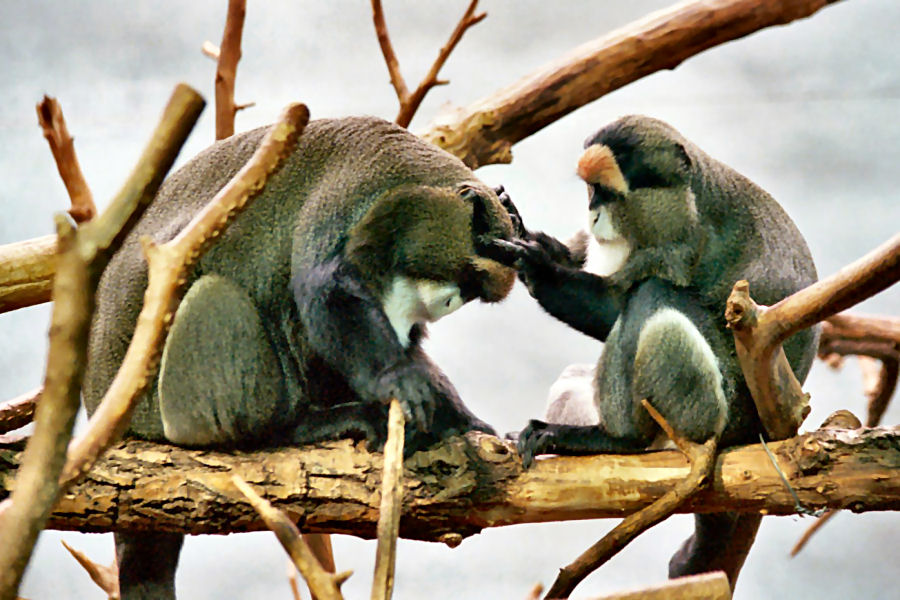